# イギリスの医療

英国の医療制度は４つの政府機関ごとに分かれている
イングランド政府
スコットランド政府
北アイルランド政府
ウェールズ政府

イギリスの医療（Healthcare in the United Kingdom）では、単一支払者制度によるユニバーサルヘルスケアが実現されており、主に国民保健サービス(NHS)によって税金を原資とした公費負担医療として提供される。
WHOは2000年に、英国の医療制度はヨーロッパにおいて15位、世界で18位と評した。米国慈善団体Commonwealth Fundによる2010年の第一世界7カ国の医療制度レポート Mirror, Mirror on the Wall によると、英国は総合で2位、効率性と効果性の部門においては第1位であった。

## 保健状態
平均寿命は81.3歳（男性79歳,女性83歳,OECD平均では80歳）で、市民の74%が自己報告にて自分は健康であるとしている（OECD平均は68%）。保健支出全体に占める自己負担率は10%、またプライベート保険に3%であった。
英国GDPに対する保健支出の比率は9.4%（2011年、OECD平均は9.3%）、人口1人あたりの保健支出は、3400米ドル（2011年、OECD平均は3300米ドル）であり、2000-2009年の間に5.3%増額されたが、2009-2011年の間には財政再建のため1.8%減額された。
世界保健機関が定めている医療政策の結果としての指標である妊産婦死亡率・乳幼児死亡率・成人死亡率は時代の進行とともに減少し、平均寿命・平均健康寿命は時代の進行とともに上昇している。

## 医療制度

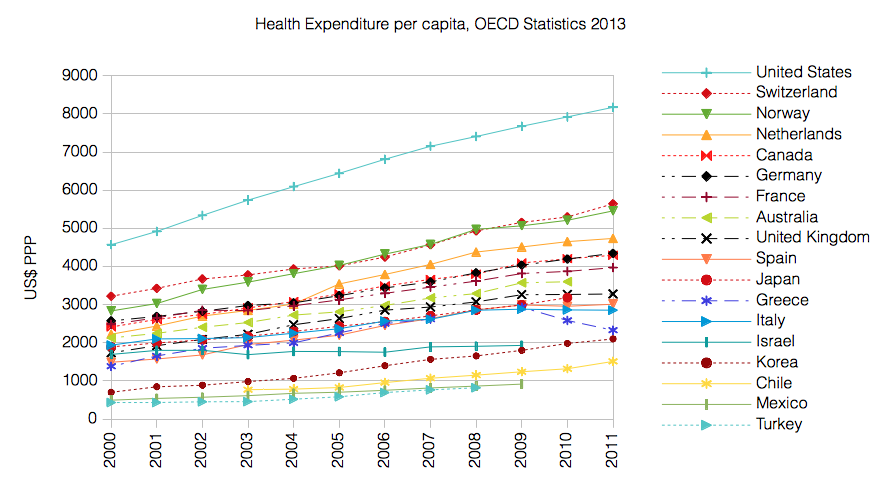
OECD各国の人口1人あたり保健支出(米ドル、PPP調整)

イギリスの医療制度は地方分権制をとっており、イングランド・北アイルランド・スコットランド・ウェールズに分かれ、それぞれの地方において、自立した、privateな（民間の）財源によって営まれている医療、並びにpublicな（公的な）財源によって営まれている医療システムを持っている。そのため地方によって医療政策や医療設備が異なっており、それぞれの医療制度に違いをもたらしている。中央政府の保健省は、3年ごとにNHSのフレームワークおよび予算を策定する。
各地方の公的医療機関は、イギリス国籍者に対して必要に応じて医療サービスを提供し、それは国家歳入により維持され、基本的に自己負担なしである（歯科・処方薬などは有償）。
また各地方には民間医療機関も存在し、公的医療とほぼ同様の医療を提供する。プライベート医療では、主に民間医療保険の加入者を対象とし、保険料は雇用主または加入者の負担である。しかしプライベート保険ではHIVなどへの適用範囲は限定されている。人口のおおよそ12%はプライベート保険に加入している。
地域ごとの医療の質の差を検証する取り組みが行われており、NHS RightCareセクションが情報収集しNHS Atlasとして報告する。さらに2013年には医療のアウトカム向上のためのNHS Improving Quality (NHS IQ)が立ち上げられた。

## 各地区の医療
- イングランド　－　National Health Service （イギリス保健省配下）[2]
- スコットランド　－　NHS Scotland
- ウェールズ　－　NHS Wales
- 北アイルランド　－　Health and Social Care in Northern Ireland

### 類似する点

OECD各国の財源別保健支出。
水色は政府一般歳出、紫は社会保険、赤は自己負担、橙は民間保険、緑はその他

各NHS制度において、公的医療はフリーアクセスではなく、機能分担が徹底されており、市民自ら登録を行った総合診療医（GP）によってプライマリヘルスケアが提供される。政府は市民にGP登録を行うよう求めている（General medical services契約）。GPはゲートキーパー役も担っており、救急などの場合を除いて担当GPの許可なく上位医療を受診することはできない。
二次医療は病院が担い、専門的医療・精神疾患ケア・救急救命などを提供する。三次医療は大学病院等が担っている。英国医師の32%はGPとして就業しており、またGPの85%は開業医である。
GPへの診療報酬は、従来は人頭払いをベースとしプラスして出来高加算であったが、2004年より「基本サービス」「追加サービス」「高度サービス」に再編され、義務的提供の「基本サービス」は人頭払いだが、後者は任意での出来高払い提供となった。またペイ・フォー・パフォーマンスにより、治療成績の良いGPにボーナスを支給する試みがなされている。
各NHS制度では、民間の歯科医による歯科医療も提供しており、歯科医はNHS患者に対してそれぞれの地区で決められた割合で医療費を請求する。一方で、患者は歯科治療に際し、私的診療としてNHS制度に頼らずに受診することもできる。すべての歯科医がNHSと契約してはいないが、歯科医の収入は半分がNHS診療によるものであった（イングランドの場合）。
薬剤師は民間が担っているが、NHS医療において必要となる処方薬を提供する契約がなされている。

#### 救急搬送

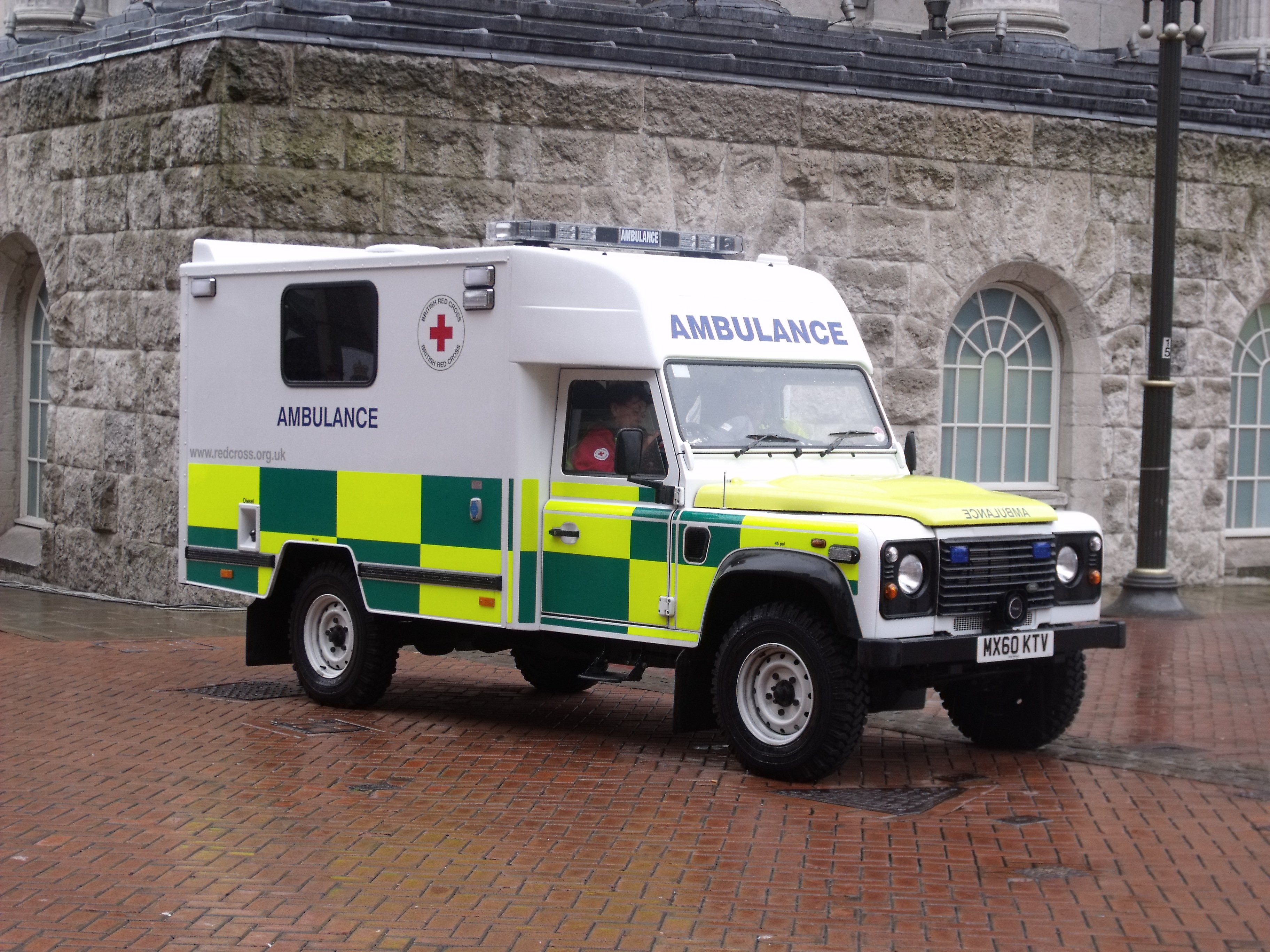
英国赤十字社の救急車

各公的医療制度には無料の救急搬送サービスがあり、それらは救急搬送スタッフのみが提供できる専門的患者移送が必要である場合、または公共交通機関での患者移動が不適である場合のみに限られる。多くは慈善団体による救急サービス（英国赤十字社・St. Andrew's First Aid・St. John Ambulance）が担っている。
また航空救急搬送サービスは、スコットランドではScottish Ambulance Serviceにより提供され、イングランドとウェールズでは地域救急組合（地元警察の航空部隊と提携運営している場合もある）により提供されている。特定状況下では海軍・陸軍・空軍によって航空救急搬送がなされることもある。

### 独自性のある点

#### 相談サービス
それぞれのNHSでは24時間の電話相談サービスを運営している。イングランドはNHS Direct、ウェールズはNHS Direct Wales/Galw Iechyd Cymru、スコットランドはNHS24。

#### 医療技術評価
イングランドとウェールズにおいては、国立医療技術評価機構（National Institute for Health and Care Excellence、NICE）が医療従事者向けの診療ガイドラインを策定しており、症状に対して行うべき治療手法や、その手技に対して報酬が支払われるか否かが示されている。このガイドラインは医療専門家による委員会にて策定され、その分野の専門家によってレビューを受ける。
スコットランドにおいては、Scottish Medicines Consortium（スコットランド医学委員会）がNHSの理事会に対し助言を行う。

#### 費用コントロール
国家会計院は毎年NHSイングランドの会計を監査する。またスコットランド会計院もNHS Scotlandに対して同様の監査を行う。

#### 駐車料
病院の駐車料金は、スコットランドにおいては廃止された（3つの民間病院は除く）。ウェールズでも廃止、イングランドの多くの病院では現存している。

#### 薬剤処方料
イングランドでは、1件あたり6.20ポンドの薬剤処方料が徴収されるが、16歳以下（就学中なら19歳以下）、59歳以上、低所得者、避妊薬処方、特定疾患などの場合は免除され、実際に処方料を課されているケースは処方箋の8.9%に過ぎない。
北アイルランド、スコットランド、ウェールズでは薬剤処方料は徴収されない。

#### ポリクリニック
Policlinicsがイングランドで試験実施されており、ロンドンやいくつかの副都心エリアにみられる。

## 医学教育
英国で医師行為を行うためには、英国医学協議会(GMC)に登録された者である必要がある。GMCの認定した医科大学（多くは6年間）にて卒業試験に合格した時点で、自動的に医師資格を得ることとなる。卒業後はFoundation programmeとして2年間の臨床研修を受ける必要がある。
その後の進路について、総合診療医(GP)に進む者は救急医学、小児科学、精神医学の研修を2-3年間受けた後にGPとして就業する。専門医に進む者は、さらに研修を経てCertificate of Completion of Training(CCT)認定取得を目指すこととなる。

## 医薬品
医薬品および医療機器の承認は医薬品・医療製品規制庁（MHRA）が行っている。また欧州医薬品庁（EMA）の承認を得ている場合にはMHRAへの別個承認は不要。
医薬分業が徹底されており、すべての薬局は英国薬剤師協議会(General Pharmaceutical Council、GPhC)に登録を行わなければならず、登録した薬局は処方薬も含めて通信販売が可能。GPhCへ登録を行ったインターネット薬局は、所定のロゴをウェブサイトに掲載することができる

## 医療経済・財政
1970年代のイギリスは「英国病」「ヨーロッパの病人」と呼ばれるほど経済状況が悪化した。これを脱するため、保守党政権下の英国では小さな政府を目指し、医療サービスにも市場原理を導入することで公的医療費を抑制し、サービスの効率化を目指した。これが病院の人手不足に繋がり、病院は常に混雑しており、診断を受けるのに数週間かかり、さらに診断から実際の治療までの待機時間の長期化が深刻となった。
その後の労働党政権後期には長期待機リスト問題について改善が進み、おおむねGP受診は2日以内、救急医療は4時間以内に受診できるようになった。また待機期間が一定以上となった場合には、民間医療機関で公費診療ができるよう制度改正がなされた。
イギリスの保健医療の公費支出は他の先進諸国と同様に、医学・医療技術の向上、平均寿命の上昇、GDPの増大、税収の増大、財政資質の増大に比例して、毎年増大している。
英国は医療観光の送出国となっており国外で医療を求める患者も多く、フランスでは2002年頃より英国人患者が待機時間短縮のため、腰・ひざ・白内障の外科手術を求めて受診するようになった。2006年のE112 European health scheme制度制定により、英国人が医学的至急性のある治療を他EU国内において受給した場合、その費用を英国保健省が負担することになった。

## 推薦文献
- Alcock, P. (2003) Social Policy in Britain. Houndmills: McMillan
- Allsop, J. (1995) Health Policy and the NHS towards 2000. London: Longman
- Ham, C. (2004) Health Policy in Britain. London: McMillan
- Klein, R. (2006) The New Politics of the NHS: from creation to reinvention. Oxford: Radcliff Publishing
- Thane, P. (1982) The Foundations of the Welfare State. Harlow: Longman.
- Webster, C. (2002) The National Health Service: a political history. Oxford: Oxford University Press.